# Haltbarkeitstest
Ein Haltbarkeitstest ist ein Test zur Untersuchung der Haltbarkeit.

## Eigenschaften
Haltbarkeitstests werden vor allem bei der industriellen Produktion von Waren verwendet. Sie dienen der Qualitätssicherung. Dadurch sollen die Spezifikationen eines Produkts über einen bestimmten Zeitraum sichergestellt werden. Haltbarkeitstests messen, je nach Einsatzgebiet, unterschiedliche Gesichtspunkte der Haltbarkeit wie beispielsweise Stabilität gegenüber mechanischer Belastung (teilweise auch als Stresstest bezeichnet) oder Haltbarkeit gegenüber Zersetzung.
Meistens wird dabei der Haltbarkeitstest unter verstärkter Belastung durchgeführt, um Alterungsprozesse in einem kürzeren Zeitraum beobachten zu können, als sie natürlicherweise auftreten („accelerated durability testing“). Eine Minderung der Haltbarkeit durch Witterung wird bei erhöhter Temperatur und relativer Luftfeuchte in einer Bewitterungskammer durchgeführt.
In der Pharmazie wird der Haltbarkeitstest zur Bestimmung der Aufbewahrungsbedingungen und des Verfalldatums eines Arzneimittels verwendet. Dabei werden neben dem Einfluss der Temperatur und der relativen Luftfeuchte auch die Exposition gegenüber Licht, Sauerstoff und nicht-neutralen pH-Werten untersucht. In der Lebensmittelmikrobiologie werden Haltbarkeitstests zur Bestimmung des mikrobiologischen Verderbs und somit des Mindesthaltbarkeitsdatums eines Lebensmittels eingesetzt. Ebenso werden Kosmetika auf mikrobiellen Verderb hin untersucht.